# Cristian Erbes
Cristian Erbes (Buenos Aires, Argentina, 6 de gener de 1990) és un futbolista argentí que juga en la posició de centrecampista al Deportes La Serena.
Va debutar la temporada 2009-2010 a primera divisió amb el Boca Juniors. Abans del debut a primera, a les categories inferiors havia fet 7 gols, sis de cap i un amb el peu. El 27 de juny de 2016 va rescindir el seu contracte amb Boca Juniors de comú acord amb el club. Un mes després es feia pública la seva arribada als Tiburones Rojos de Veracruz amb un contracte per tres anys. Una temporada després només havia jugat un partit, i per això va rescindir el seu contracte per les lesions a la cama, que el va deixar fora de l'equip. L'agost del 2017 va tornar al futbol argentí, al Chacarita Juniors de primera divisió, però sis mesos després va rescindir contracte perquè l'entrenador no el feia jugar.